# Beyblade G-Revolution
Beyblade G-Revolution (爆転シュート ベイブレード Gレボリューション, Bakuten Shūto Beiburedo G Revolution) is de derde van drie animeseries gebaseerd op de manga Beyblade. De serie telt 52 afleveringen, en werd uitgezonden van 6 januari tot 29 december 2003.
De serie is qua tekenstijl grotendeels gelijk aan zijn voorganger, Beyblade V-Force, op een ding na: de bit-beesten worden niet langer getoond als wezens die tijdens een Beybladewedstrijd uit de Beyblades komen, maar worden enkel even gezien tijdens speciale aanvallen van de Beyblade waar ze in zitten.

## Verhaal
Het verhaal van de serie is op te delen in twee losse verhaallijnen

### World Champonship-saga
Nadat Tyson tweemaal op rij wereldkampioen Beybladen is geworden, besluiten Max, Ray en Kai de Bladebreakers te verlaten zodat ze ook een keer een kans krijgen Tyson te verslaan. Alleen Tyson, Kenny en Hilary zetten het Bladebreakersteam voort. Ze krijgen al snel een nieuw lid: Tyson’s broer Hiro.
De BBA kondigt aan dat voor het volgende wereldkampioenschap de regels iets zullen veranderen. Voortaan zal elke wedstrijd worden uitgevochten door een speler uit elk team, met een extra speler op reserve. Aan het toernooi doen teams mee uit de Verenigde Staten, Italië, Spanje, Egypte en Australië. De rest van deze saga draait om dit toernooi.

### BEGA-saga
Een week na het wereldkampioenschap keert onverwacht Boris, een van de schurken uit de eerste anime, terug. Hij roept de nieuwe Beyblade Entertainment Global Association, of BEGA, in het leven om de BBA te vervangen. Boris probeert Tyson en de anderen ervan te overtuigen dat hij tot inkeer is gekomen en zijn fouten in heeft gezien, maar al snel blijken zijn plannen nog altijd hetzelfde te zijn. Hij heeft een nieuw Beybladeteam opgericht. Om tegen Boris’ team te vechten ontwikkeld Kenny een nieuw type Beyblades genaamd “Hard Metal System”. Kai heeft echter de Bladebreakers de rug toegekeerd en ontvangt derhalve niet zijn nieuwe Beyblade. Tala, de voormalige leider van de Demolition Boys (Boris’ vorige team) neemt zijn plek in. Het team veranderd hun naam in G-Revolutions, en besluit om op het aankomende Justice 5 Tournament Boris voorgoed te verslaan.
Na een tijdje keert Kai toch terug in het team. In de finale van het toernooi komt het tot een gevecht tussen Tyson en Brooklyn. De winnaar van deze wedstrijd wordt echter nooit getoond, waardoor de uitslag van de wedstrijd over wordt gelaten aan de fantasie van de kijker.

## Muziek
Japanes
- Go Ahead ~Bokura no Jidai e~" - Motoko Kumai (titelsong afleveringen 1-32)
- "Identified" - Springs (Titelsong afleveringen 33-51)
- "Kaze no Fuku Basho" - Makiyo (2e eindtune, speciaal einde aflevering 52)
- "Oh Yes!!" - Sista met Yuka
- "Sign of Wish" - Makiyo

Engels
- "Let's Beyblade" - Sick Kid featuring Lukas Rossi (titelsong)

Achtergrondmuziek
- "Hang On" - Chris Szczesniak and Mike Duncan
- "I'm Not Going Down" - Jonathan Evans and Gerard Tevlin
- "Rise Above The Storm" - Daniel LeBlanc and Creighton Doane

## Afleveringen
1. A New Kid in Town
2. A Team Divided
3. Invitation to Battle
4. We Were Once Bladebreakers...
5. A League of His Own
6. You're the Man, Kai!
7. Take Your Best Shot
8. Roughing It
9. Swiped on the Streets
10. It's a Battle Royale
11. The Blame Game
12. When In Rome, Let It Rip!
13. Kenny's Big Battle
14. Picking Up the Pieces
15. Sleepless in Madrid
16. Fire and Water
17. Same Old Dirty Tricks…
18. Beyblade Like An Egyptian
19. One For All . . . Free For All
20. Burdens of a Champion
21. Under Pressure
22. Sibling Rivalry
23. Ray And Kai: The Ultimate Face-off...
24. Down Under, Thunder
25. Max Attacks
26. Familiar Faces
27. What a Blast
28. Changing Gears
29. And Then There Were Two
30. Let The Games Begin... Again!
31. Runaway Daichi
32. Beyblade Idol
33. Out of Their Leagues
34. The Mysterious Mystel
35. Pros and Ex-Cons
36. Boris, the Blade Stops Here
37. The Bega Challenge
38. Bega on the Rise
39. Rebel Alliance
40. Back to Basics
41. And Justice-Five For All
42. When You Wish Upon a Star
43. Sing Ming Ming Sing!
44. Refuse to Lose
45. Max to the Maxx
46. The Return of Kai
47. Now You're Making Me Mad
48. Beyblading Spirit
49. Principles of Victory
50. Welcome to My Nightmare
51. Brooklyn's Back
52. Beybattle for the Ages